# Boškarin

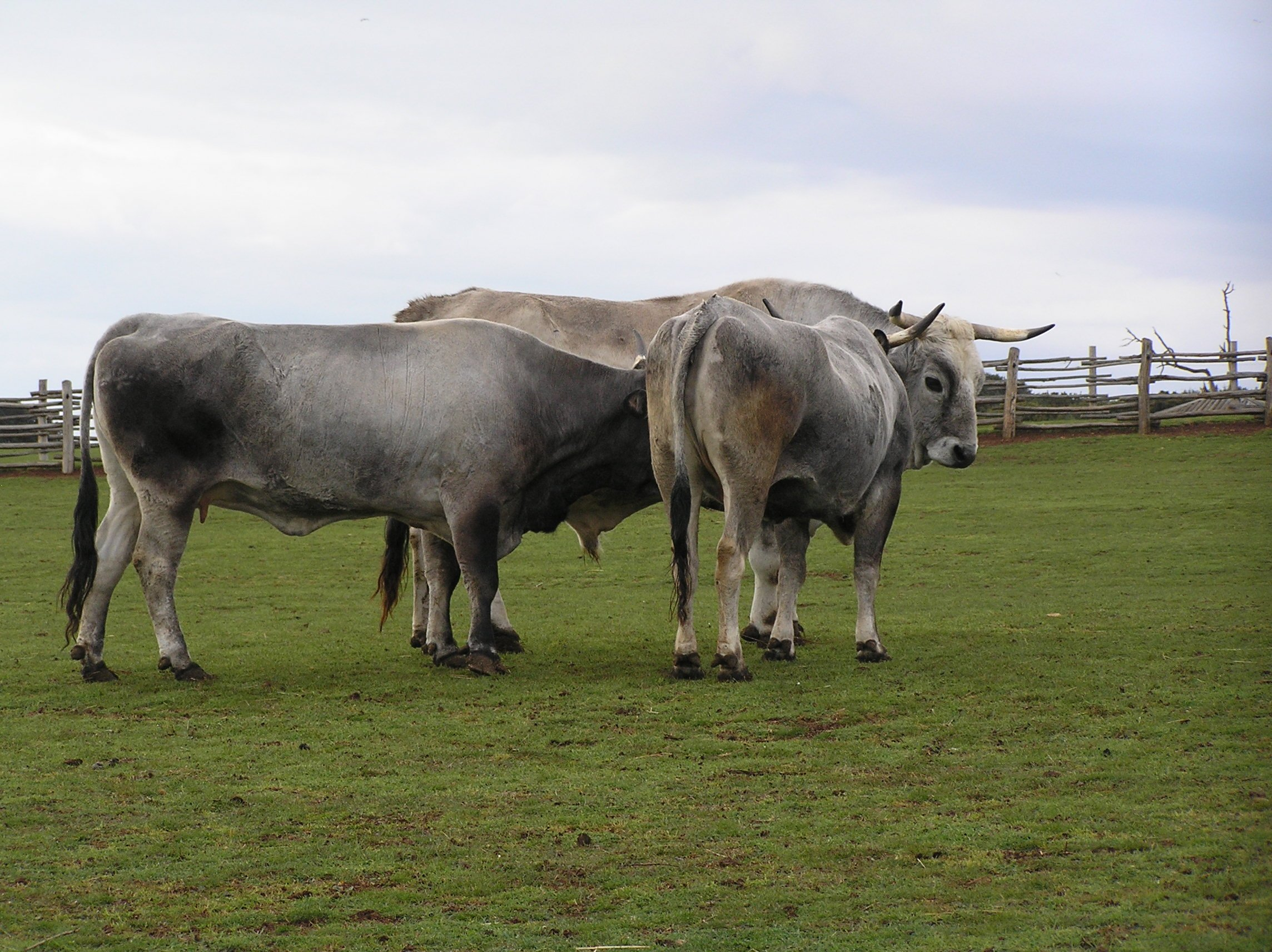
Boškarin: Zwei Kühe und ein Stier

Boškarin bzw. Istrisches Rind ist eine istrische Landrinderrasse italienischen Ursprungs.

## Herkunft

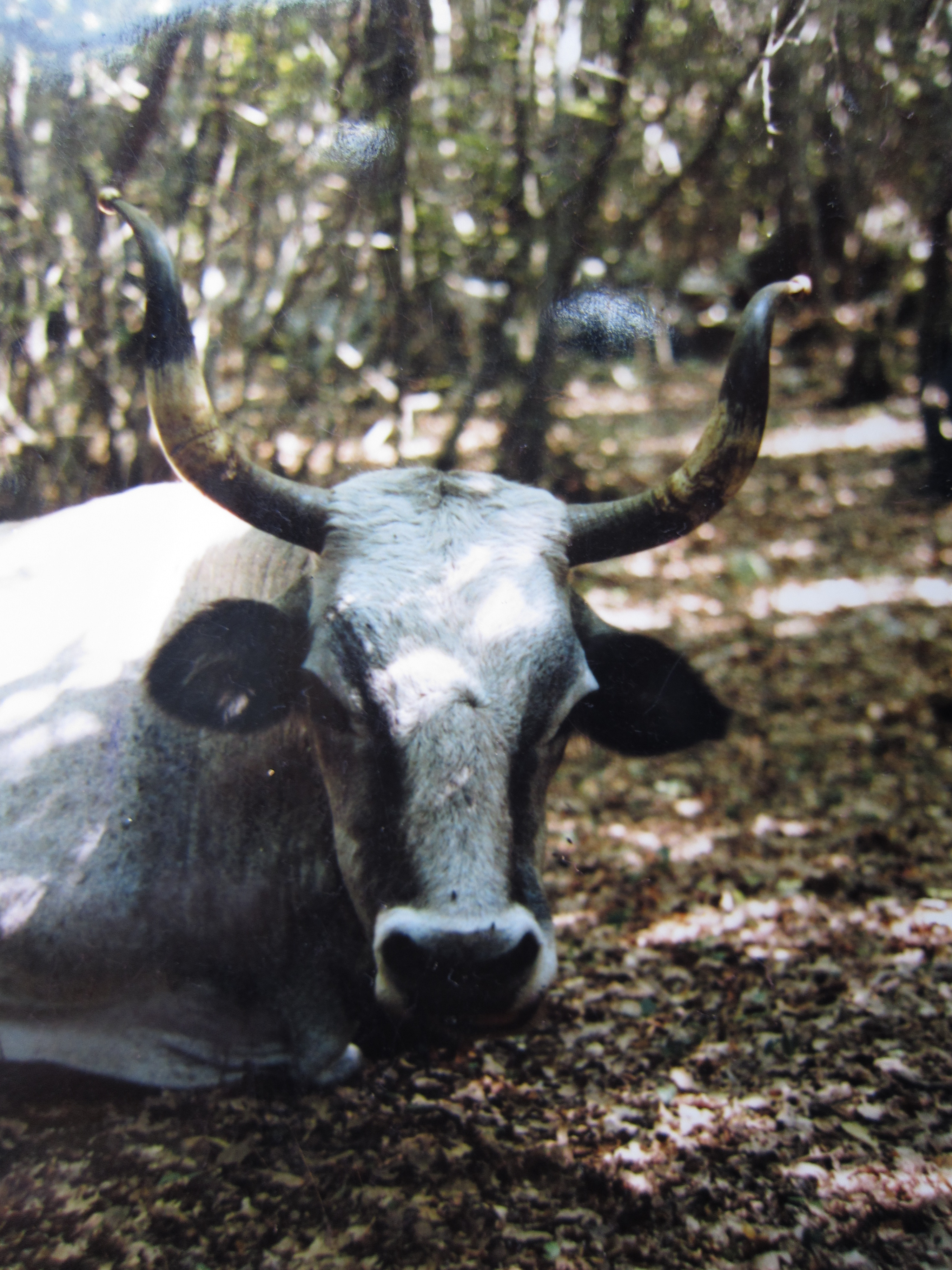
Boškarin aus der Insel Krk

Die Boškarin sind eine alte Landrasse, die noch recht nah an ihrer Ursprungsrasse ist, dem Grauvieh der östlichen Steppen (siehe auch Podolisches Rind), das zur Zeit der Völkerwanderung nach Westen gelangte. Boškarin sind eng verwandt mit den Grauviehrassen Italiens. Die Rasse war weit verbreitet auf der Halbinsel Istrien und teilweise auf der Insel Krk. Ihre Zahl erlebte in den 60er und 70er Jahren jedoch einen dramatischen Einbruch. Während es in den 1960er Jahren noch 60.000 Boškarin gab, waren es 1972 nur noch gut 10.000. Ende der 80er war die Rasse fast ausgestorben. Zu ihrer Erhaltung gründete sich 1989 im kroatischen Teil Istriens der Verband der Züchter des Istrischen Rindes. In mehrjähriger Suche konnten bis 1994 112 reinrassige Tiere ermittelt werden, 104 Kühe und acht Stiere.

## Beschreibung

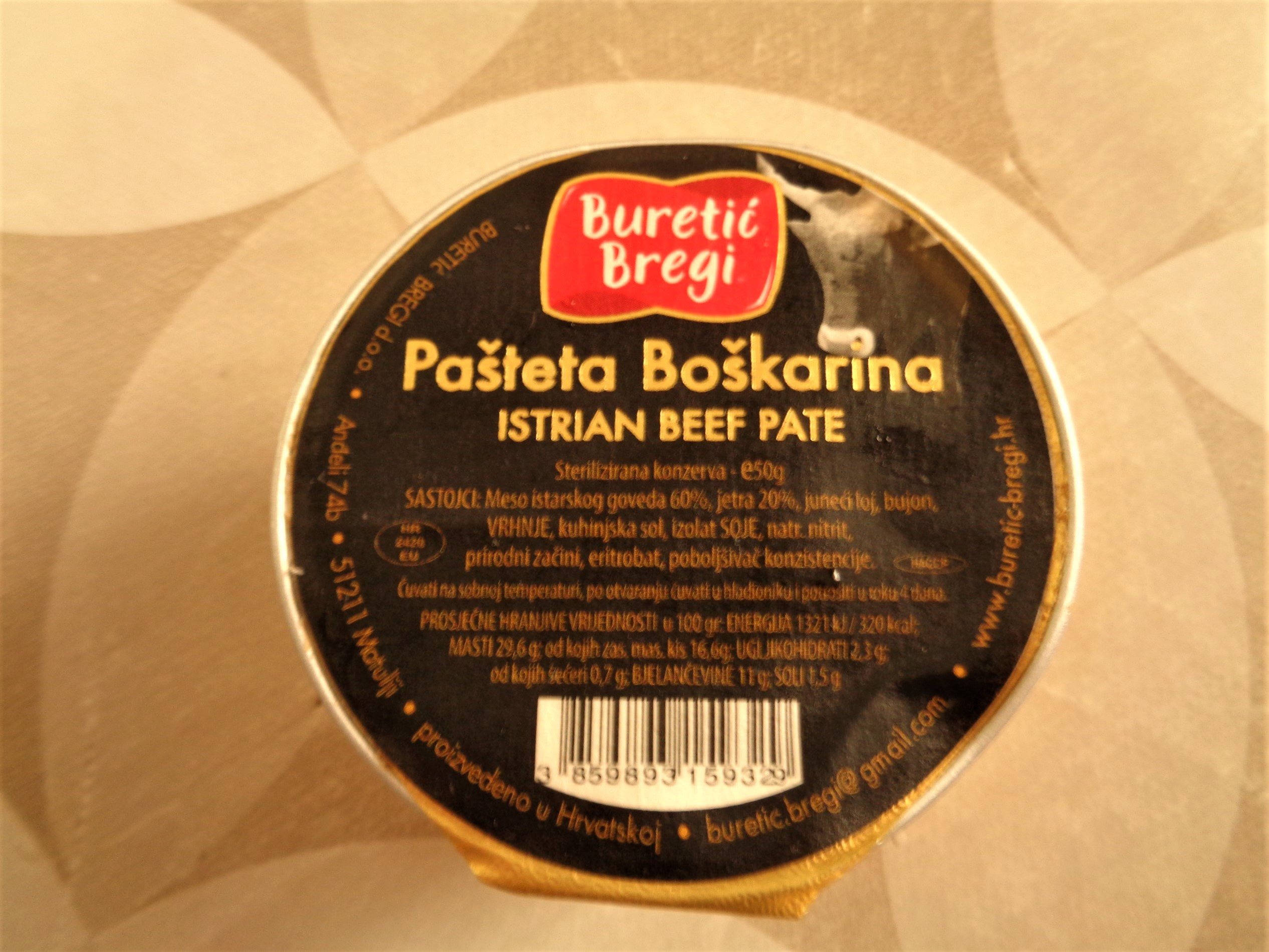
Boškarin-Pastete

Boškarin sind hellgrau, mit dunklerer Pigmentierung an Kopf, Nacken, Schultern und Bauch; die Stiere sind etwas dunkler als die Kühe, einzelne Stiere werden auch schwarz mit weißem Aalstrich. Kälber bis zum Alter von ungefähr drei bis vier Monaten sind hellrotbraun. Die Haut der Tiere ist dunkel. Die Hörner sind leierförmig. Sie sind gelblich-weiß mit dunklen Spitzen. Die Hörner der Kühe werden bis zu 1,5 m lang. Die Hörner der Stiere sind etwas kürzer, dafür aber kräftiger; sie erreichen an der Basis einen Umfang von bis zu 30 cm. Die durchschnittliche Widerristhöhe beträgt 138 cm bei Kühen und 148 cm bei Stieren und kann in Ausnahmefällen bis zu 177 cm erreichen. Die Rumpflänge beträgt ungefähr 110 bis 115 % der Widerristhöhe. Das Gewicht der Kühe ist 500–600 kg, während die Stiere 650–900 kg erreichen. Ochsen sollen 1100 bis 1300 kg schwer werden.

## Eigenschaften
Die Boškarin waren eine klassische Dreinutzungsrasse, die hauptsächlich als Zugtier verwendet wurde und daneben als Milch- und Fleischlieferant diente. Das aktuelle Zuchtziel ist das eines extensiven Fleischrindes. Die Tiere sind robust und langlebig.